# Skärsjön, Halland
Skärsjön är en sjö i Varbergs kommun i Halland och ingår i Ätran-Himleåns kustområde. Sjön är 22 meter djup, har en yta på 2,97 kvadratkilometer och befinner sig 48 meter över havet. Sjön avvattnas av vattendraget Tvååkers kanal. Vid provfiske har bland annat abborre, braxen, gärs och gädda fångats i sjön.
Sjön ligger nära den lilla byn Dagsås och släktgården Ottersjö. Det finns gott om fisk i sjön, bland annat abborre, gädda, mört och regnbåge. I Skärsjön finns också två små tätbevuxna öar.

## Delavrinningsområde
Skärsjön ingår i delavrinningsområde (633358-129920) som SMHI kallar för Utloppet av Skärsjön. Medelhöjden är 65 meter över havet och ytan är 8,42 kvadratkilometer. Räknas de 6 avrinningsområdena uppströms in blir den ackumulerade arean 14,02 kvadratkilometer. Avrinningsområdets utflöde Tvååkers Kanal mynnar i havet. Avrinningsområdet består mestadels av skog (56 %). Avrinningsområdet har 2,97 kvadratkilometer vattenytor vilket ger det en sjöprocent på 35,2 %.

## Fisk
Vid provfiske har följande fisk fångats i sjön:
- Abborre
- Braxen
- Gärs
- Gädda
- Mört
- Nors
- Sarv
- Siklöja
- Sutare